# Chatamla flavescens
Chatamla flavescens är en fjärilsart som beskrevs av Walker 1854. Chatamla flavescens ingår i släktet Chatamla och familjen Epicopeiidae. Inga underarter finns listade i Catalogue of Life.